# Saliba (langue)
Pour les articles homonymes, voir Saliba et sáliva.
Le saliba est une des langues de la pointe papoue, une langue océanienne, parlée par 2 500 locuteurs, dans la province de Baie Milne, le détroit de Chine; les îles Sariba et Rogeia, les zones internes de l'île Rogeia. Elle comprend deux dialectes principaux le saliba proprement dit et le logeya. Il se distingue du suau dont il reste le plus proche.